# Anni Seitz
Anni Seitz (* 26. Dezember 1888 als Anna Stephania Terofal in Dorfen; † 4. April 1978 in Bayern) war eine deutsche Schauspielerin.

## Biografisches
Seitz war die Tochter des Schauspielers und Theaterleiters Xaver Terofal (1862–1940); die bayerische Volksschauspielerin Fanny Terofal (1884–1969) war ihre ältere Schwester. Anni Seitz heiratete den Regisseur, Schauspieler, Filmproduzenten und Drehbuchautor Franz Seitz senior (1888–1952). Das Paar bekam die Kinder Franz Seitz junior (1921–2006), der ebenfalls ins Filmgeschäft einstieg, und Hans Terofal (1923–1976), der als Schauspieler, Aufnahme- und Produktionsleiter arbeitete.
Seitz arbeitete in erster Linie als Theaterschauspielerin. Beim Film trat sie eher selten in Erscheinung. Erstmals war das in einem 1920 erschienenen Film mit dem Titel Der bayerische Hiasel, bei dem ihr Mann Franz Seitz Regie führte und ihre Schwester Fanny Mittermayr-Terofal ebenfalls eine Rolle hatte. Erst siebzehn Jahre später trat sie erneut vor die Filmkamera, und zwar in dem Filme Daphne und der Diplomat von Robert A. Stemmle mit Karin Hardt, Gerda Maurus, Hans Nielsen, Karl Schönböck und Paul Dahlke. Die Tänzerin Daphne verliebt sich in den Diplomaten Bentley, von dem sie jedoch enttäuscht wird. In dem ein Jahr später erschienenen Film Gewitter im Mai von Hans Deppe spielte Seitz an der Seite von Viktor Staal, Hansi Knoteck und Hans Richter die Rolle der Vroni. Im Film geht es um eine Frau die von zwei Männern umworben wird, die zu Rivalen werden. Als einer der Männer in Bergnot gerät, rettet sein Rivale ihn jedoch selbstlos.
Ihren letzten Filmauftritt hatte Seitz in dem umstrittenen Film Jud Süß von Veit Harlan aus dem Jahr 1940 in der Rolle der Minchen Fiebelkorn. Ferdinand Marian, Werner Krauß, Kristina Söderbaum und Heinrich George waren in den Hauptrollen besetzt. Das als Propagandafilm konzipierte, von der seinerzeitigen nationalsozialistischen Regierung in Auftrag gegebene Werk gehört zu den Vorbehaltsfilmen der Friedrich-Wilhelm-Murnau-Stiftung.
Anni Seitz starb im Alter von 89 Jahren. Sie wurde in der Grabstätte der Familie Seitz-Terofal beigesetzt.

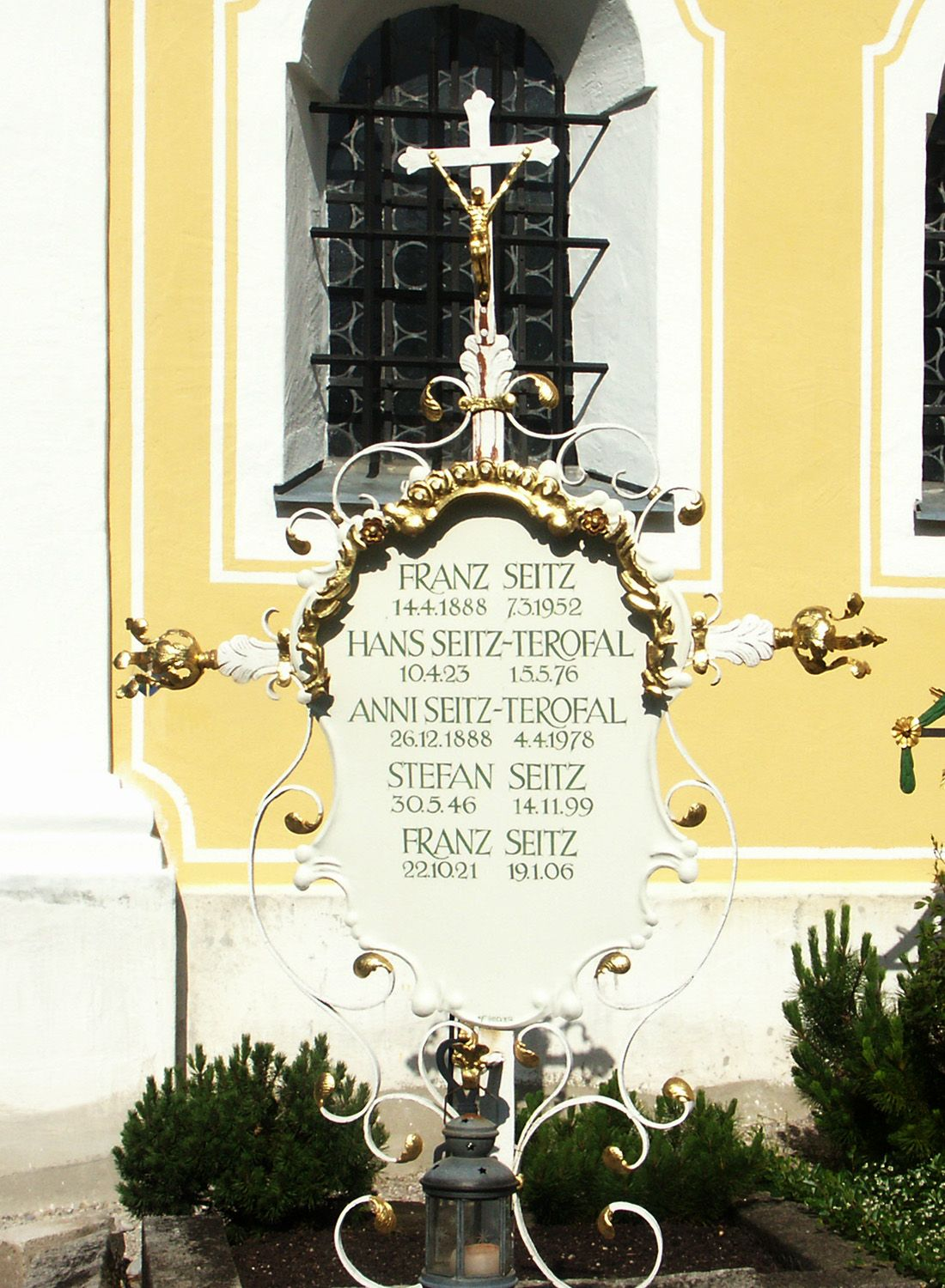
Grabstätte der Familie Seitz-Terofal

## Filmografie
- 1920: Der bayerische Hiasel
- 1937: Daphne und der Diplomat
- 1938: Gewitter im Mai
- 1940: Jud Süß